# 奥托·伯格
奥托·伯格（德語：Otto Berg，1873年11月23日—1939年）是一位德国科学家，他与瓦尔特·诺达克、伊达·诺达克夫妇一起发现了第75号元素铼，是最后发现的有稳定同位素的元素。